# Jonathan Feurich
Jonathan Feurich (* 30. November 1989 in Berlin) ist ein deutscher Schauspieler.

## Leben und Wirken
Feurich spielte von Folge 225 bis Folge 387 die Rolle des David Hoppel in der Kinder- und Jugendserie Schloss Einstein. Außerdem wirkte er in folgenden Fernsehproduktionen mit: Die Stein (2008), Dr. Sommerfeld – Neues vom Bülowbogen (2003), Alle Kinder brauchen Liebe (2000) und Das Geheimnis der Kormoraninsel (1997).